# Ordine nazionale del Condor delle Ande
L'ordine nazionale del condor delle Ande è un ordine cavalleresco boliviano.
È stato fondato il 12 aprile 1925.

## Classi
L'ordine dispone delle seguenti classi di benemerenza:
- collare
- gran croce
- grand'ufficiale
- commendatore
- ufficiale
- cavaliere

| Nastri    | Nastri    | Nastri       | Nastri          | Nastri     | Nastri  |
| --------- | --------- | ------------ | --------------- | ---------- | ------- |
| Cavaliere | Ufficiale | Commendatore | Grand'Ufficiale | Gran Croce | Collare |

## Insegne
- L'insegna è una croce di Malta, fatta di argento. Le sue braccia, completi con delle palle, hanno il dritto e il rovescio smaltato di blu scuro. Inoltre presenta il disegno di fiori stilizzati e smaltati in entrambi i lati. Al centro della croce è posta un medaglione circolare. Sul dritto del medaglione vi è l'immagine del massiccio andino di Cerro Rico de Potosí, sotto il cielo illuminato dal sole senza nuvole. In primo piano vi è l'immagine di un condor, appollaiato su una roccia. Il bordo esterno del medaglione è un anello smaltato di bianco con la scritta e la data: "La fuerza es la union • MCMXXV" ("l'unione fa la forza"). Il rovescio del medaglione è smaltato e vi è il monogramma "RB" (Repubblica Boliviana), circondato da un anello d'oro. L'insegna è sospesa su un bassorilievo d'argento di un condor con le ali spiegate.
- Il  nastro è di colore verde scuro.

## Insigniti notabili
- Alfredo Stroessner
- Edoardo VIII del Regno Unito (1936)
- Filippo, duca di Brabante
- Filippo di Edimburgo (1962)
- Hailé Selassié I
- Konrad Adenauer
- Josip Broz Tito (29 settembre 1963)
- Sunao Sonoda
- papa Francesco (8 luglio 2015)